# Anna Isabella Gonzaga
Anna Isabella Gonzaga (Guastalla, 12 febbraio 1655 – Mantova, 18 novembre 1703) è stata una nobile italiana.

## Biografia
Era figlia di Ferrante III Gonzaga, duca di Guastalla e di Margherita d'Este.
Nel luglio 1671 andò in sposa a Ferdinando Carlo di Gonzaga-Nevers decimo ed ultimo duca di Mantova, portando in dote al marito i diritti sul Ducato di Guastalla, di Luzzara e Reggiolo, acquisiti alla morte del padre Ferrante. Nel 1692 l'Imperatore Leopoldo I dichiarò illegittima tale successione e concesse il feudo a Vincenzo Gonzaga.
La coppia non ebbe discendenza.
Anna Isabella si distinse per le sue opere di beneficenza, portando a termine la costruzione della chiesa della Beata Vergine della Porta voluta dal duca Vincenzo Gonzaga.
Morì a Mantova il 18 novembre del 1703; il marito Ferdinando Carlo si risposò nel 1704 con Susanna Enrichetta di Lorena.

## Ascendenza
|                       |               |                            | Genitori                     |  |  | Nonni |  |  | Bisnonni            |  |  | Trisnonni        |  |
|                       |               |                            |                              |  |  |       |  |  | Ferrante II Gonzaga |  |  | Cesare I Gonzaga |  |
|                       |               |                            |                              |  |  |       |  |  | Ferrante II Gonzaga |  |  | Cesare I Gonzaga |  |
|                       |               | Camilla Borromeo           |                              |  |  |       |  |  | Ferrante II Gonzaga |  |  |                  |  |
| Cesare II Gonzaga     |               |                            |                              |  |  |       |  |  | Ferrante II Gonzaga |  |  |                  |  |
|                       |               | Vittoria Doria             | Gianandrea Doria             |  |  |       |  |  |                     |  |  |                  |  |
|                       |               | Vittoria Doria             | Gianandrea Doria             |  |  |       |  |  |                     |  |  |                  |  |
|                       |               | Vittoria Doria             | Zanobia Del Carretto Doria   |  |  |       |  |  |                     |  |  |                  |  |
| Ferrante III Gonzaga  |               | Vittoria Doria             |                              |  |  |       |  |  |                     |  |  |                  |  |
|                       |               | Virginio Orsini            | Paolo Giordano I Orsini      |  |  |       |  |  |                     |  |  |                  |  |
|                       |               | Virginio Orsini            | Paolo Giordano I Orsini      |  |  |       |  |  |                     |  |  |                  |  |
|                       |               | Virginio Orsini            | Isabella de' Medici          |  |  |       |  |  |                     |  |  |                  |  |
| Isabella Orsini       |               | Virginio Orsini            |                              |  |  |       |  |  |                     |  |  |                  |  |
|                       |               | Flavia Peretti Damasceni   | Fabio Damasceni              |  |  |       |  |  |                     |  |  |                  |  |
|                       |               | Flavia Peretti Damasceni   | Fabio Damasceni              |  |  |       |  |  |                     |  |  |                  |  |
|                       |               | Flavia Peretti Damasceni   | Maria Felicita Peretti       |  |  |       |  |  |                     |  |  |                  |  |
| Anna Isabella Gonzaga |               | Flavia Peretti Damasceni   |                              |  |  |       |  |  |                     |  |  |                  |  |
|                       | Cesare d'Este | Alfonso d'Este             |                              |  |  |       |  |  |                     |  |  |                  |  |
|                       | Cesare d'Este | Alfonso d'Este             |                              |  |  |       |  |  |                     |  |  |                  |  |
|                       | Cesare d'Este | Giulia Della Rovere        |                              |  |  |       |  |  |                     |  |  |                  |  |
| Alfonso III d'Este    | Cesare d'Este |                            |                              |  |  |       |  |  |                     |  |  |                  |  |
|                       |               | Virginia de' Medici        | Cosimo I de' Medici          |  |  |       |  |  |                     |  |  |                  |  |
|                       |               | Virginia de' Medici        | Cosimo I de' Medici          |  |  |       |  |  |                     |  |  |                  |  |
|                       |               | Virginia de' Medici        | Camilla Martelli             |  |  |       |  |  |                     |  |  |                  |  |
| Margherita d'Este     |               | Virginia de' Medici        |                              |  |  |       |  |  |                     |  |  |                  |  |
|                       |               | Carlo Emanuele I di Savoia | Emanuele Filiberto di Savoia |  |  |       |  |  |                     |  |  |                  |  |
|                       |               | Carlo Emanuele I di Savoia | Emanuele Filiberto di Savoia |  |  |       |  |  |                     |  |  |                  |  |
|                       |               | Carlo Emanuele I di Savoia | Margherita di Valois         |  |  |       |  |  |                     |  |  |                  |  |
| Isabella di Savoia    |               | Carlo Emanuele I di Savoia |                              |  |  |       |  |  |                     |  |  |                  |  |
|                       |               | Caterina Michela d'Asburgo | Filippo II di Spagna         |  |  |       |  |  |                     |  |  |                  |  |
|                       |               | Caterina Michela d'Asburgo | Filippo II di Spagna         |  |  |       |  |  |                     |  |  |                  |  |
|                       |               | Caterina Michela d'Asburgo | Elisabetta di Valois         |  |  |       |  |  |                     |  |  |                  |  |
|                       |               | Caterina Michela d'Asburgo |                              |  |  |       |  |  |                     |  |  |                  |  |